# Sander Sagosen
Sander Sagosen (Trondheim, 1995. szeptember 14. –) norvég válogatott kézilabdázó, a Kolstad Håndball játékosa.

## Pályafutása

### Klubcsapatban
Az 1,92 méter magas és 82 kilogrammos, jobbkezes irányító pályafutása a Charlottenlund SK csapatánál kezdődött Trondheimben. A 2012-2013-as szezon előtt igazolt a Kolstad IL-hez, ahol 21 mérkőzésen 133 gólt szerzett és a bajnokság harmadik legeredményesebbjeként zárta az idényt. Ezt követően az első osztályú Haslum HK szerződtette, itt 22 bajnokin 102 alkalommal talált az ellenfelek hálójába. A 2014-2015-ös szezont megelőzően légiósnak állt és csatlakozott a dán Aalborg Håndbold csapatához.
2017-ben dán bajnoki címet ünnepelhetett, majd mindössze húsz évesen leigazolta Európa egyik legerősebb klubja, a francia Paris Saint-Germain Handball. A fővárosi csapattal 2018-ban és 2019-ben francia bajnok és kupagyőztes lett. 2019 márciusában aláírt a német Bundesligában szereplő THW Kielhez. 2020 nyarán csatlakozott a német klubhoz. Csapatával részt vehetett a 2019–2020-as Bajnokok Ligája szezon 2020 decemberére halasztott négyes döntőjében, amelyet végül az FC Barcelona elleni döntőben hét gólt szerezve megnyert a THW Kiellel. Az idény végén német bajnoki címet is ünnepelhetett. 2021 októberében jelentette be, hogy 2023-ban csatlakozik az akkoriban még csak norvég középcsapatnak számító, de két év alatt a legjobb norvég játékosokat leigazoló Kolstad Håndballhoz.

### A válogatottban
A norvég válogatottban 2013-ban mutatkozott be. Első mérkőzésén hat gólt lőtt a horvátoknak. Bekerült a 2014-es Európa-bajnokságra készülő keretbe is, majd tagja volt a 2016-os Európa-bajnokságon és a 2017-es világbajnokságon szereplő csapatnak is. Utóbbi tornán ezüstérmet szerzett és beválasztották a torna All-Star csapatába is. A 2019-es világbajnokságon szintén ezüstérmes lett a norvég válogatottal és újra beválasztották a torna All-Star csapatába.
Részt vett a 2021-re halasztott tokiói olimpián, ahol 43 gólt szerezve csapata legeredményesebb játékosa volt és a torna összesített góllövőlistáján a 4. helyen végzett. Csapatával a negyeddöntőben búcsúzott és végül a 7. helyen rangsorolták.

## Magánélete
Párja a Silkeborg és a norvég válogatott játékosa, Hanna Bredal Oftedal.

## Sikerei, díjai

### Klubcsapatokkal
- Dán bajnok: 2017
- Francia bajnok: 2018, 2019, 2020
- Német bajnok: 2021, 2023
- Bajnokok Ligája-győztes: 2020

### A válogatottal
- Világbajnoki ezüstérmes: 2017, 2019

### Egyéni elismerései
- A világbajnokság All-Star csapatának tagja: 2017, 2019[14]
- Az Európa-bajnokság All-Star csapatának tagja: 2016,[15] 2018
- A dán bajnokság gólkirálya: 2017
- A 2014-2015-ös szezon legjobb fiatal játékosa a Handball-Planet.com internetes szavazásán.[16]
- A 2015-2016-os szezon legjobb fiatal játékosa a Handball-Planet.com internetes szavazásán.[17][18]
- A 2016-2017-es szezon legjobb fiatal játékosa a Handball-Planet.com internetes szavazásán.[19]